# Hundeshagen
Hundeshagen este o comună din landul Turingia, Germania.